# Ivan Kovač (kompozitor)
Ivan Kovač (Ruski Krstur, 1937 — Novi Sad, 1992) bio je srpski kompozitor i profesor Akademije umetnosti u Novom Sadu.

## Biografija
Njegov učitelj bio je učitelj Mihajlo Kovač (1909—2005). U Novom Sadu je završio gimnaziju i Srednju muzičku školu Isidor Bajić, instrumentalni odsek (klavir). Potom je paralelno studirao na Filozofskom fakultetu i na Muzickoj akademiji u Beogradu, gde je završio I stepen studija klavira, a 1969. diplomirao je kompoziciju kod praškog đaka Predraga Miloševića.
Za vreme svojih studija u Beogradu radio je kao muzički saradnik na Radio Beogradu, i po završetku studija postaje urednik redakcije za ozbiljnu muziku. Nakon povratka u Novi Sad, Kovač postaje pomoćnik direktora Muzičke produkcije u Radio Novom Sadu (1974) i zatim jedno vreme radi kao direktor Muzičke škole Isidor Bajić. Po osnivanju Akademije umetnosti u Novom Sadu, Kovač postaje njen profesor, a zatim i dekan.

## Dela
Pisao je muziku raznih žanrova - od vokalne muzike, preko klavirske, kamerne i horske, do velikih orkestarskih dela.

## Spoljašnje veze
- Likovni krug